# 14 november
14 november is de 318de dag van het jaar (319de dag in een schrikkeljaar) in de gregoriaanse kalender. Hierna volgen nog 47 dagen tot het einde van het jaar.

## Gebeurtenissen
- Algemeen
  - 1922 - De British Broadcasting Company, de voorloper van de BBC, begint met radio-uitzendingen.
  - 1973 - De Engelse prinses Anne trouwt met beroepsofficier Mark Phillips.[1]
  - 2005 - In Leeuwarden wordt bij de voorbereidingen van Domino Day in de sporthal een huismus in opdracht van de omroep SBS6 doodgeschoten. Het vogeltje had 26 000 dominostenen omgegooid.
  - 2008 - Domino Day vestigt nieuw wereldrecord: 4.345.027 stenen vallen om. Ook enkele randrecords sneuvelen tijdens de recordpoging.
  - 2010 - Door hevige regenval zijn er in België grote overstromingen. Er vallen vier doden. De schade wordt geraamd op 180 miljoen euro.
  - 2014 - The Academy of Urbanism in Londen roept Rotterdam uit tot Europese stad van het jaar. Volgens de jury heeft de stad "een jonge, open en tolerante gemeenschap die innovatieve architectuur, stedenbouw en nieuwe businessmodellen omarmt."[2][3]
  - 2022 - De Internationale Kindervredesprijs 2022 wordt uitgereikt aan Rena Kawasaki (17) uit Japan. Zij zet zich in voor de politieke betrokkenheid van jongeren in haar land.[4]
- Economie
  - 1972 - De Dow Jones Index sluit voor het eerst boven de 1000 punten. Op het einde van de dag staat hij op 1003,16.
- Gezondheid
  - 2011 - De Europese Unie staat het gebruik van zoetstof uit de steviaplant toe.
- Infrastructuur
  - 1957 - Vliegramp Bussum.[1]
  - 1978 - De Europese Investeringsbank (EIB) steekt ruim 68 miljoen gulden in een dwars door Joegoslavië aan te leggen autoweg, die 1163 kilometer lang wordt en tegen 1990 gereed moet zijn.
- Muziek
  - 1952 - Het Britse muziekblad New Musical Express publiceert de allereerste verkooplijst van bestverkochte singles. De eerste nummer 1 is "Here in my heart" van Al Martino.
  - 1970 - De Britse band Queen geeft zijn eerste concert in een school in Hertford (Groot-Brittannië).[5]
- Oorlog
  - 1940 - Bombardement op Coventry.[1]
- Politiek
  - 1918 - Tsjecho-Slowakije wordt een republiek.[1]
  - 1945 - In de Duitse stad Neurenberg begint het proces tegen een groot aantal nazi-leiders.[1]
  - 1990 - Duitsland en Polen tekenen in Warschau een verdrag dat hun grens langs de rivieren Oder en Neisse vastlegt.
  - 1998 - President Bill Clinton betaalt 850.000 dollar aan Paula Jones die in ruil daarvoor haar aanklacht van seksuele intimidatie intrekt.
  - 2009 - In Colombia worden vier leden van de Venezolaanse Nationale Garde opgepakt en teruggestuurd naar Venezuela.
- Religie
  - 1971 - Paus Sjenoeda III van Alexandrië geïntroniseerd tot 117e paus van de Kopten.
- Sport
  - 1984 - Opnieuw tegenslag voor het Nederlands voetbalelftal, want ook het tweede duel in de WK-kwalificatiereeks gaat verloren. In Wenen wint Oostenrijk door een vroege eigen treffer van Michel Valke. Zeventien minuten voor tijd maakt Mario Been zijn Oranje-debuut. Het zal zijn enige interland blijven.
  - 1998 - Het Nederlands rugbyteam lijdt de grootste nederlaag uit de geschiedenis: de ploeg verliest in Huddersfield met 110-0 van grootmacht Engeland in een WK-kwalificatiewedstrijd.
  - 2004 - In Rosario wint de Nederlandse vrouwenhockeyploeg in Argentinië voor de derde keer in de geschiedenis de Champions Trophy door in de finale Duitsland met 2-0 te verslaan.
  - 2010 - Sebastian Vettel wint de Grand Prix Formule 1 van Abu Dhabi 2010 en wordt mede daardoor de jongste wereldkampioen formule 1.
  - 2021 - De Italiaanse motorcoureur Valentino Rossi besluit de laatste race van zijn carrière met een tiende plaats. Hij heeft 432 grand prix races gereden waarvan hij er 89 heeft gewonnen.[6]
  - 2021 - Het Nederlands vrouwenbasketbalteam heeft de tweede EK-kwalificatiewedstrijd in Minsk tegen Wit-Rusland verloren met de cijfers 83-72.[7]
- Wetenschap en technologie
  - 1666 - De eerste bloedtransfusie wordt uitgevoerd door Richard Lower.[1]
  - 1886 - De Duitse uitvinder Friedrich Soennecken krijgt patent op de perforator.[8]
  - 1969 - NASA lanceert de Apollo 12 naar de Maan. Het is de tweede maanlanding van het Apolloprogramma.[9]
  - 2003 - De planetoïde (90377) Sedna wordt ontdekt door M. E. Brown, C. A. Trujillo and D. Rabinowitz op het Palomar-observatorium.[10]
  - 2022 - AST SpaceMobile maakt bekend dat het antenneveld van de BlueWalker 3 satelliet, die op 11 september 2022 is gelanceerd, succesvol is uitgevouwen. Het heeft een recordoppervlakte van 64 m² en wordt gebruikt om breedbandcommunicatie met mobiele telefoons te testen.[11][12]

## Geboren

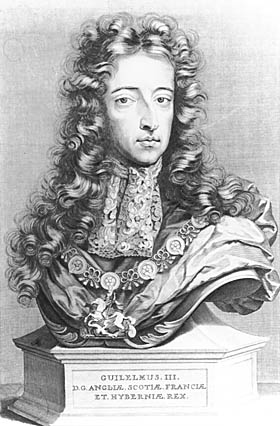
Willem III van Oranje,
geboren in 1650

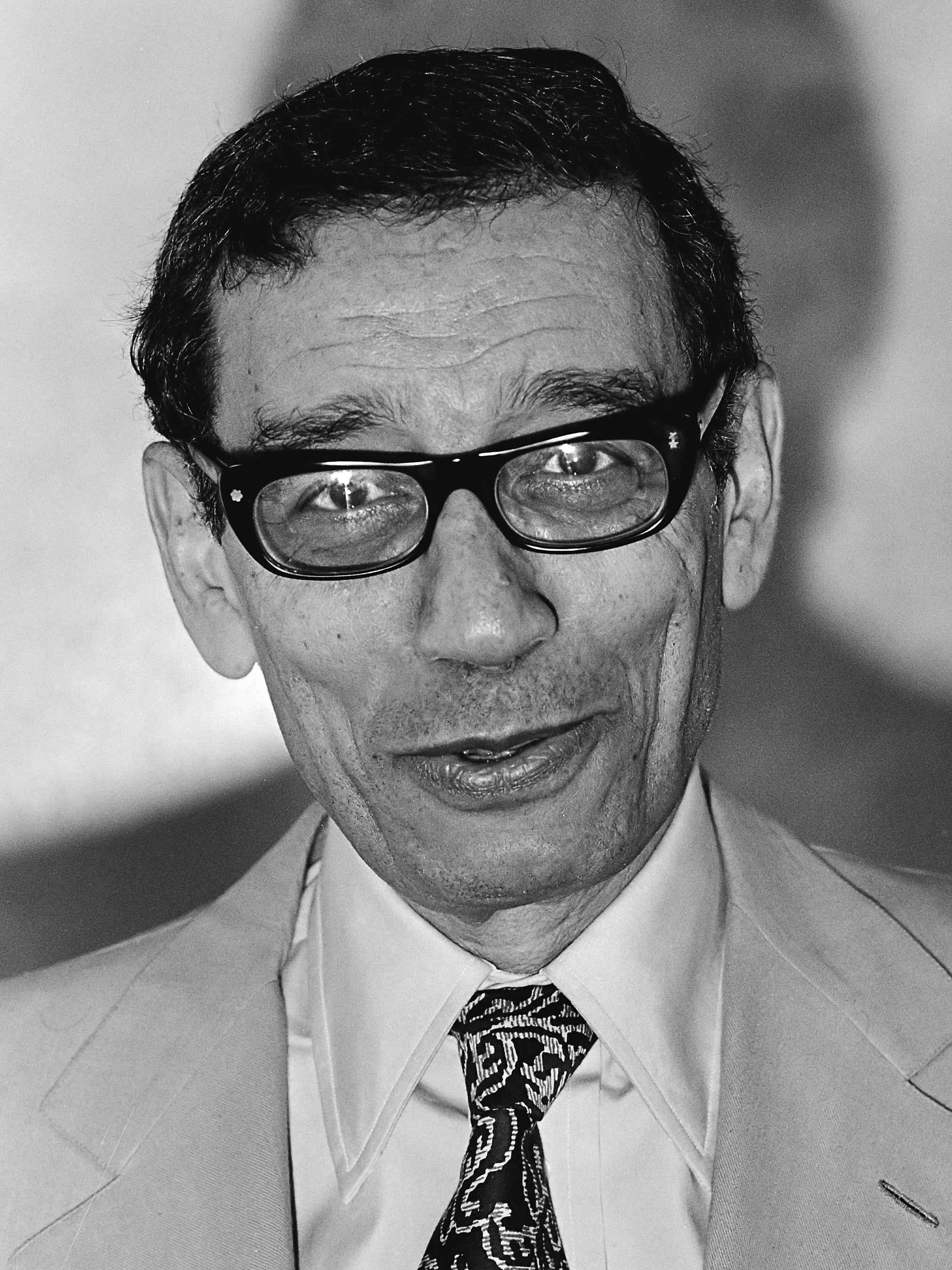
Boutros Boutros-Ghali,
geboren in 1922

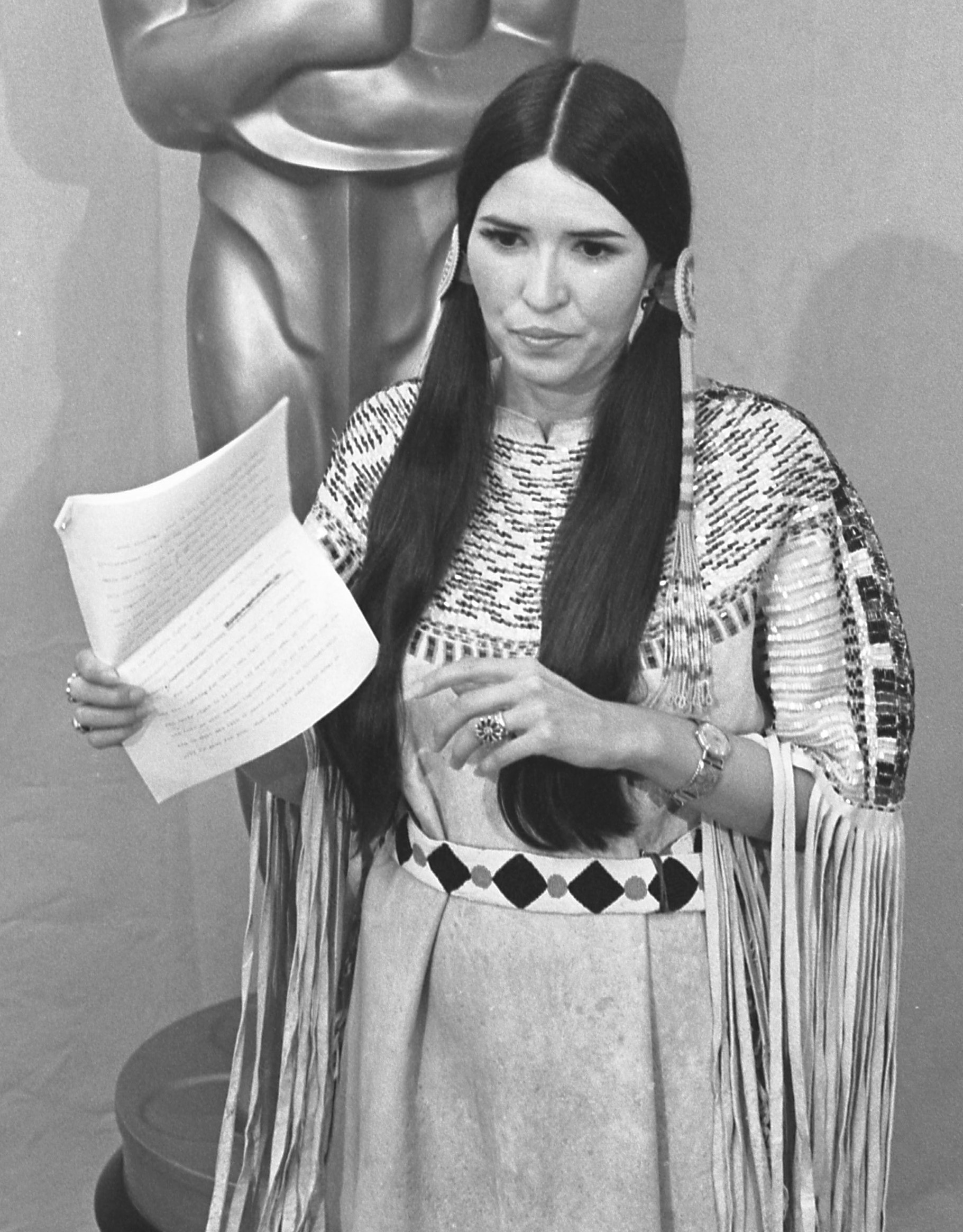
Sacheen Littlefeather
geboren in 1946

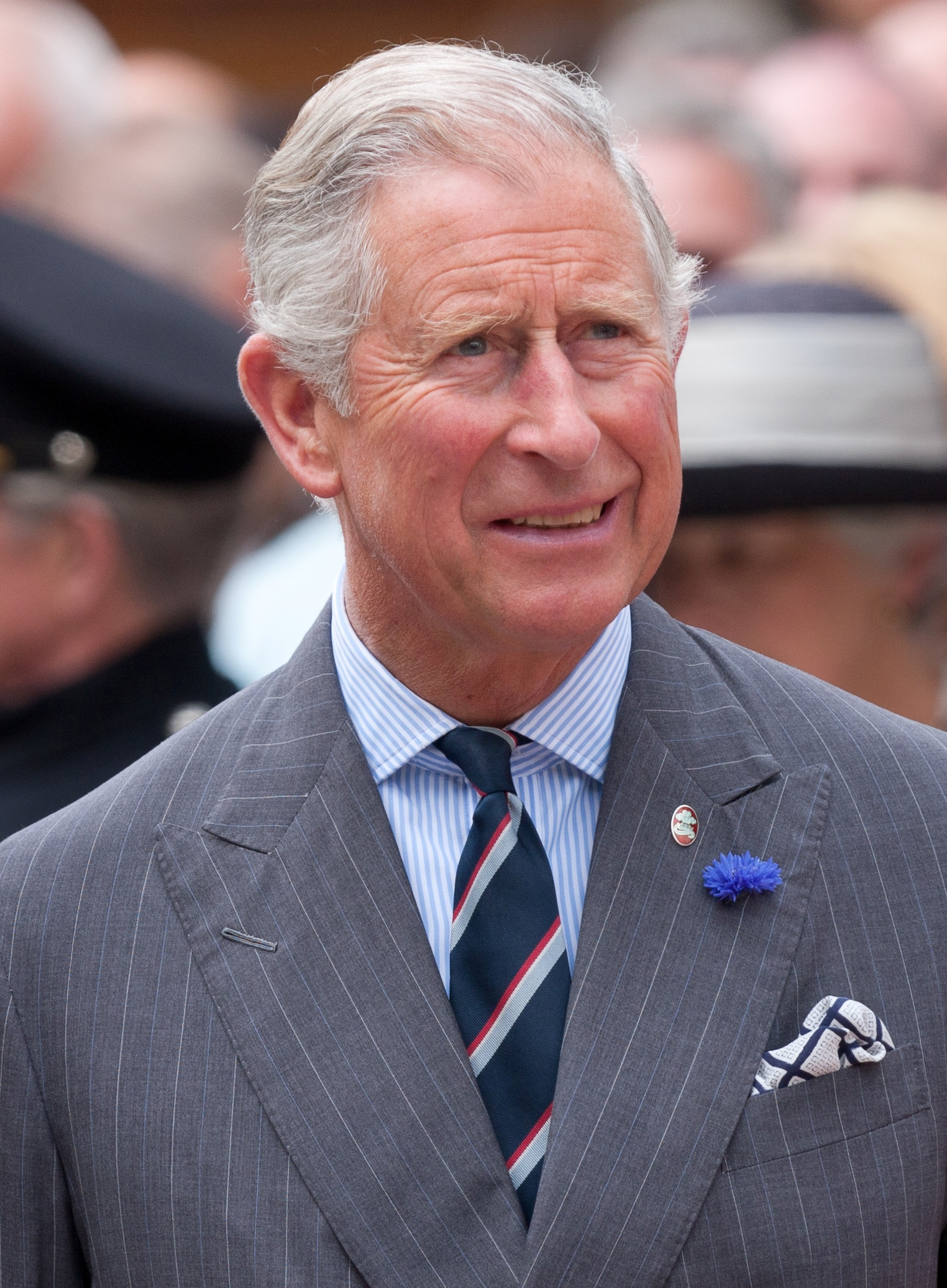
Charles III van het Verenigd Koninkrijk,
geboren in 1948

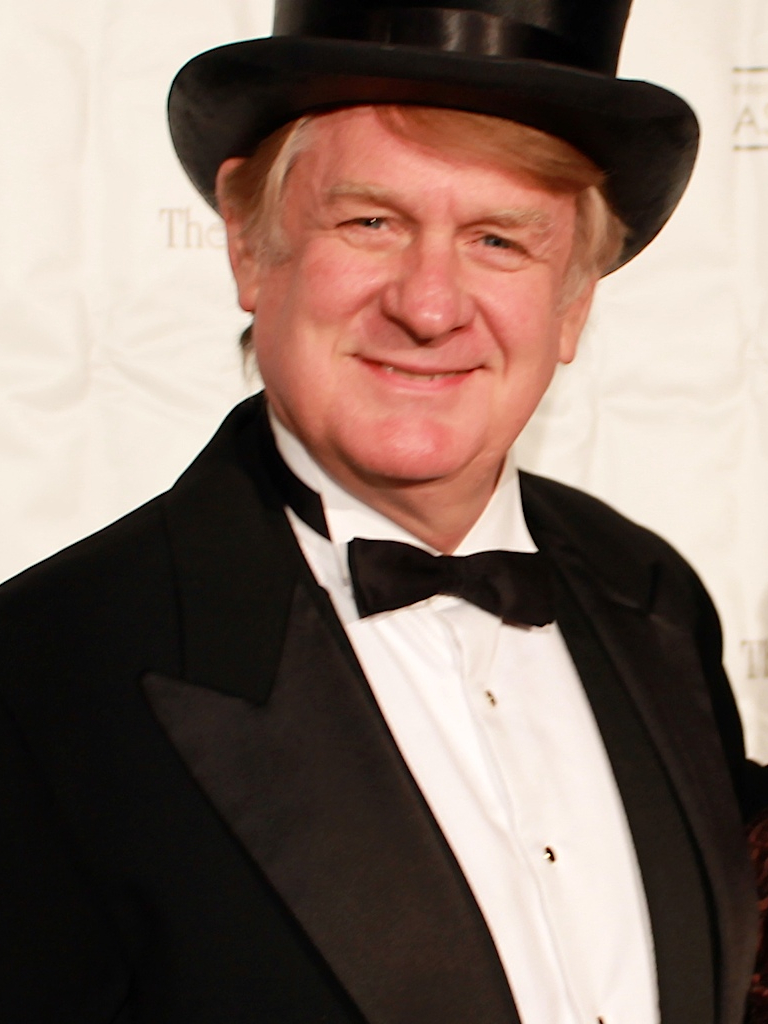
Bill Farmer,
geboren in 1952

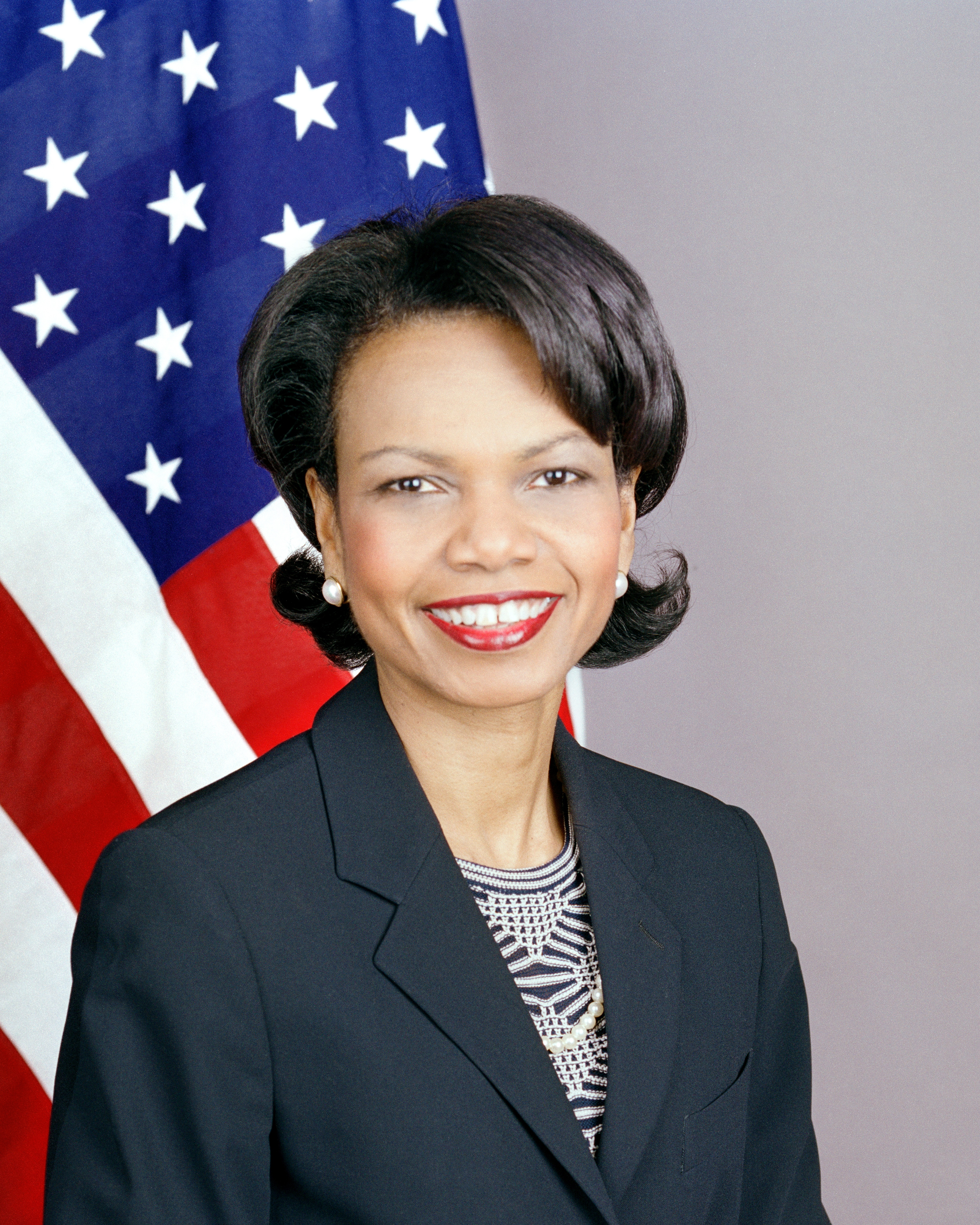
Condoleezza Rice,
geboren in 1954

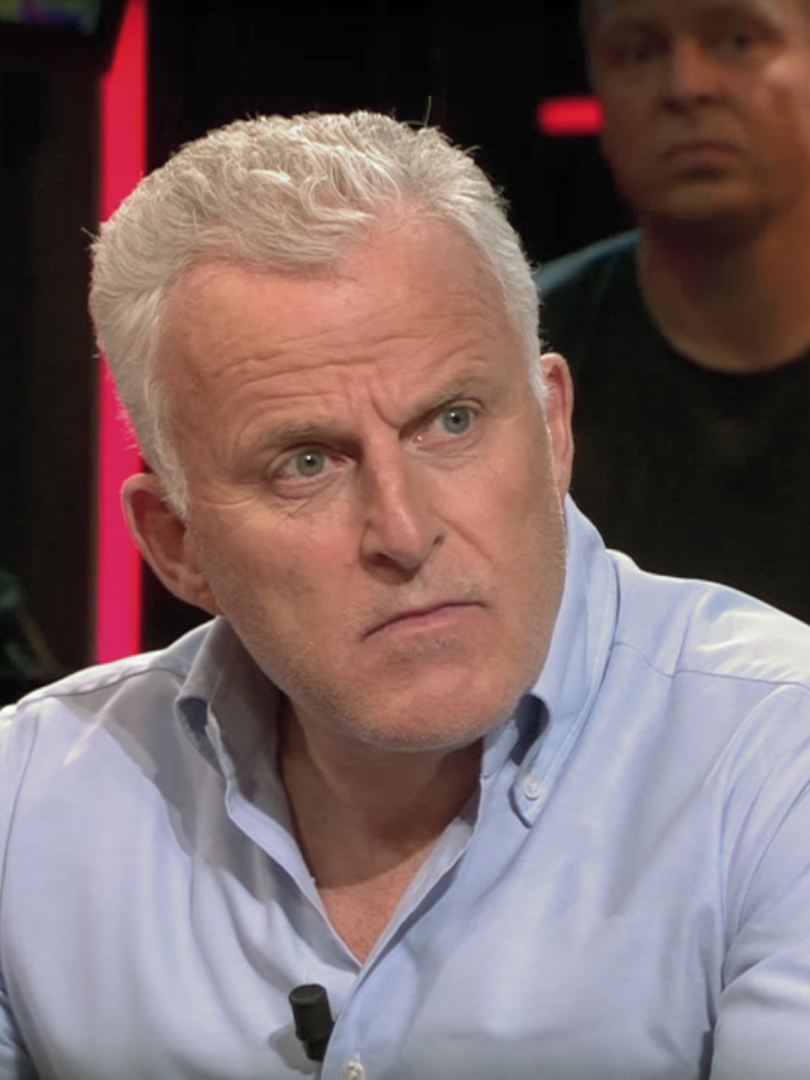
Peter R. de Vries,
geboren in 1956

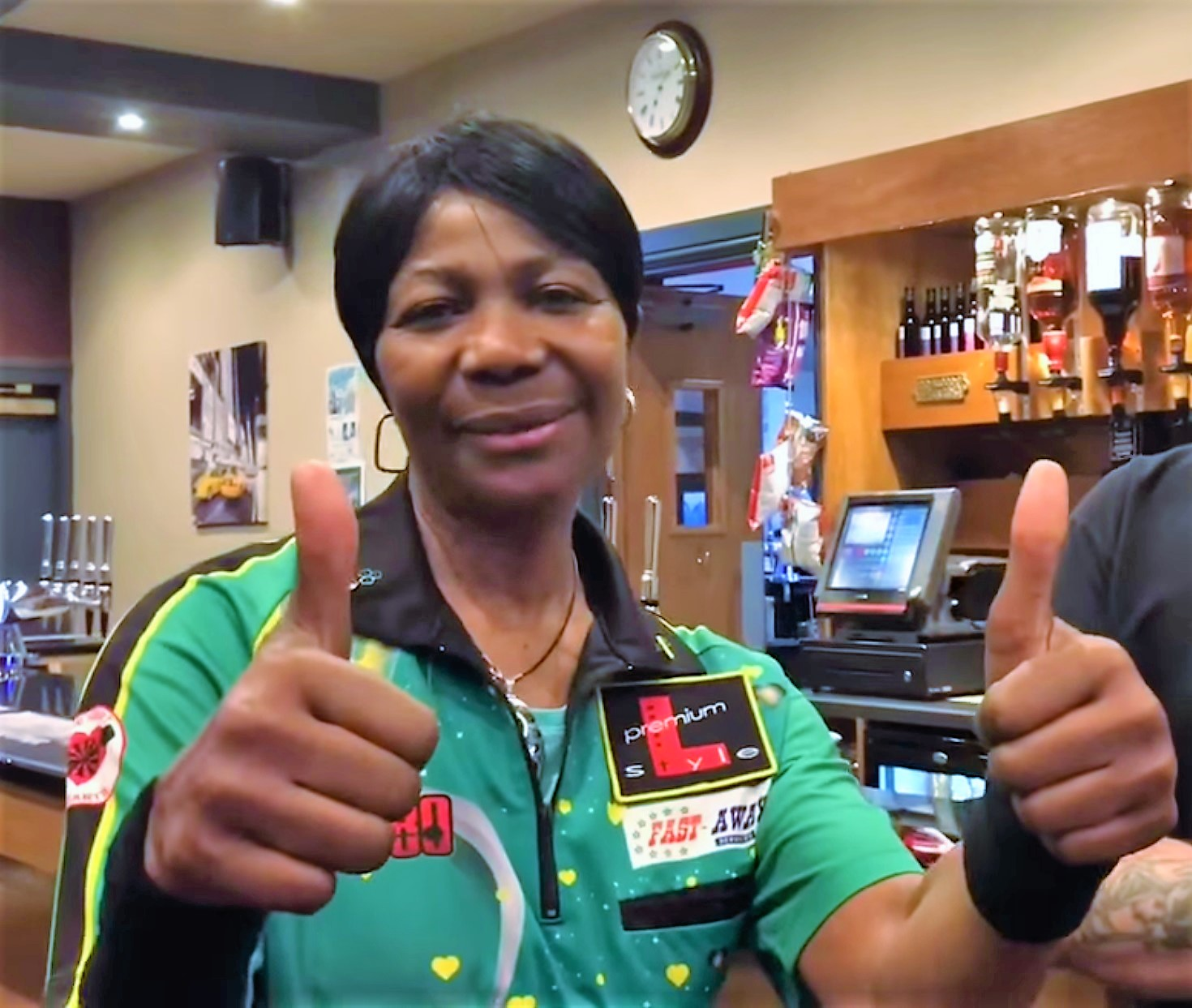
Deta Hedman,
geboren in 1959

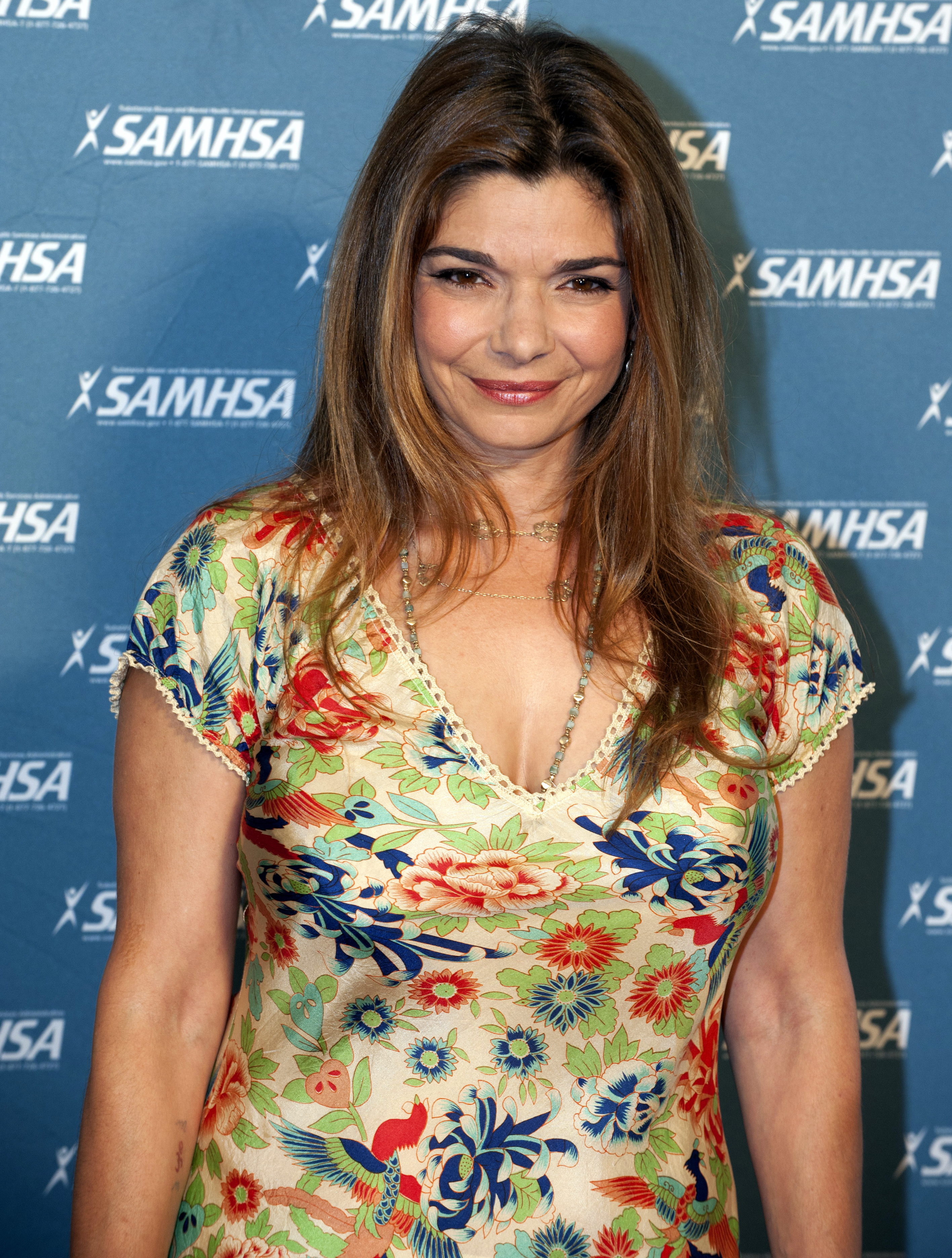
Laura San Giacomo,
geboren in 1961

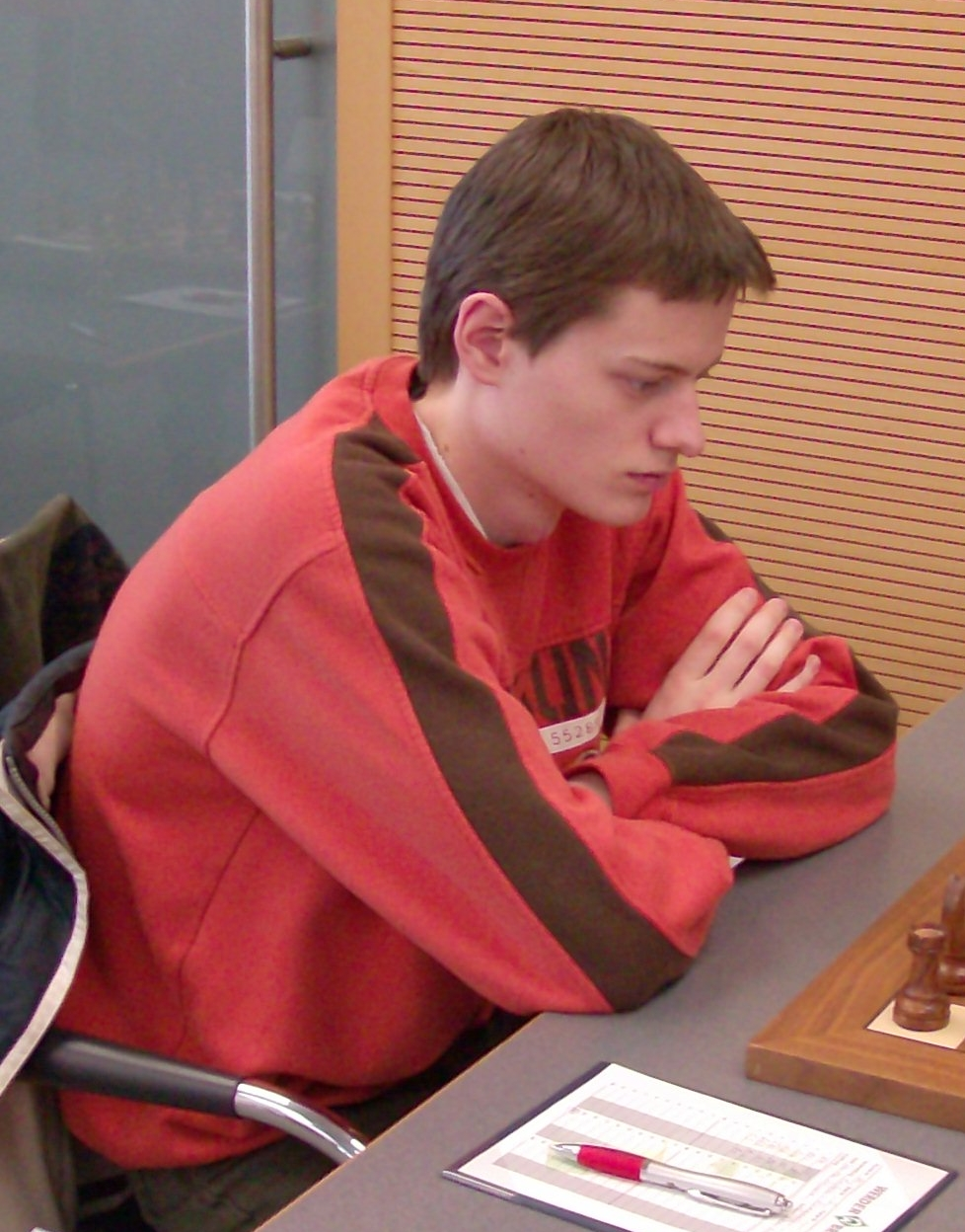
Daan Brandenburg,
geboren in 1987

- 1567 - Prins Maurits van Oranje-Nassau (overleden 1625)
- 1650 - Willem III van Oranje, Nederlands stadhouder van de Republiek der Zeven Verenigde Nederlanden en koning van Engeland (overleden 1702)
- 1668 - Johann Lukas von Hildebrandt, Oostenrijks architect (overleden 1745)
- 1719 - Leopold Mozart, Oostenrijks violist, muziekleraar en componist (overleden 1787)
- 1765 - Robert Fulton, Amerikaans schilder, ingenieur en uitvinder (overleden 1815)
- 1774 - Gaspare Spontini, Italiaans operacomponist (overleden 1851)
- 1778 - Johann Nepomuk Hummel, Boheems componist en pianist (overleden 1837)
- 1784 - Jan Lodewijk Willem de Geer van Jutphaas, Nederlands politicus (overleden 1857)
- 1797 - Charles Lyell, Brits wetenschapper (overleden 1875)
- 1807 - Schelto van Heemstra, Nederlands politicus (overleden 1864)
- 1828 - Charles de Freycinet, Frans politicus (overleden 1923)
- 1840 - Claude Monet, Frans impressionistisch kunstschilder (overleden 1926)
- 1861 - Cyriel Delaere, Belgisch rooms-katholiek priester en voorman van Vlaamsgezinde studenten (overleden 1917)
- 1863 - Leo Baekeland, Belgisch ondernemer (overleden 1944)
- 1871 - Robert Käslin, Zwitsers politicus (overleden 1934)
- 1885 - Sonia Delaunay, Oekraïens-Frans kunstenares (overleden 1979)
- 1885 - Trygve Torjussen, Noors componist (overleden 1977)
- 1889 - Jawaharlal Nehru, Indiaas premier (overleden 1964)
- 1890 - Jacques Davidson, Nederlands schaker (overleden 1969)
- 1891 - Jarl Öhman, Fins voetballer en voetbalcoach (overleden 1936)
- 1903 - Louis Meeuwessen, Nederlands bokser (overleden 1985)
- 1906 - Felix Meskens, Belgisch atleet (overleden 1973)
- 1907 - Astrid Lindgren, Zweeds (kinderboeken)schrijfster (overleden 2002)
- 1907 - William Steig, Amerikaans striptekenaar, illustrator en kinderboekenschrijver (overleden 2003)
- 1908 - Joseph McCarthy, Amerikaans politicus (overleden 1957)
- 1910 - Emiel Vandepitte, Belgisch wielrenner (overleden 2005)
- 1913 - Jan Oradi, Nederlands radiomedewerker (overleden 1994)
- 1914 - Florrie Rost van Tonningen-Heubel, Nederlands nationaalsocialiste (overleden 2007)
- 1919 - Björn Borg, Zweeds zwemmer (overleden 2009)
- 1922 - Doeke Bekius, Nederlands politicus (overleden 2013)
- 1922 - Boutros Boutros-Ghali, Egyptisch secretaris-generaal van de VN (overleden 2016)
- 1924 - Rolf Schimpf, Duits acteur (overleden 2025)
- 1925 - Carel Bruens, Nederlands beeldend kunstenaar (overleden 2024)
- 1925 - Roj Medvedev, Sovjet-Georgisch historicus, pedagoog en dissident
- 1925 - Zjores Medvedev, Sovjet-Georgisch agronoom, bioloog, historicus en dissident (overleden 2018)
- 1926 - Marc Aryan (Henry Markarian), Frans zanger (overleden 1985)
- 1927 - Narciso Yepes, Spaans gitarist (overleden 1997)
- 1928 - Etienne Cooreman, Belgisch politicus
- 1928 - Joop Glimmerveen, Nederlands neo-nazistisch politicus (overleden 2022)
- 1930 - Pierre Bergé, Frans ondernemer, mecenas, actievoerder en schrijver (overleden 2017)
- 1930 - Edward White, Amerikaans astronaut (overleden 1967)
- 1931 - Kees Koning, Nederlands vredesactivist (overleden 1996)
- 1931 - Richard Murphy, Amerikaans roeier (overleden 2023)
- 1932 - Ramon Zupko, Amerikaans componist en muziekpedagoog (overleden 2019)
- 1933 - Fred Haise, Amerikaans astronaut
- 1934 - Ellis Marsalis, Amerikaans jazzpianist en muziekpedagoog (overleden 2020)
- 1935 - Koning Hoessein van Jordanië (overleden 1999)
- 1936 - Freddie Garrity, Brits zanger (overleden 2006)
- 1936 - Guy Ignolin, Frans wielrenner (overleden 2011)
- 1937 - Vittorio Adorni, Italiaans wielrenner (overleden 2022)
- 1938 - Daniël Denys, Belgisch politicus (overleden 2008)
- 1939 - Wendy Carlos, Amerikaans componiste en toetseniste
- 1939 - Albert del Rosario, Filipijns minister en ambassadeur (overleden 2023)
- 1940 - Hugo Sonnenschein, Amerikaans econoom en onderwijsbestuurder (overleden 2021)
- 1942 - Indira Goswami, Assamees redactrice, schrijfster, dichteres en hoogleraar (overleden 2011)
- 1943 - Rafael Leonardo Callejas, Hondurees politicus (overleden 2020)
- 1944 - Mike Katz, Amerikaans bodybuilder
- 1944 - Tom McEvoy, Amerikaans pokerspeler
- 1945 - Brett Lunger, Amerikaans autocoureur
- 1946 - Davide Boifava, Italiaans wielrenner en wielerploegleider
- 1946 - Roland Duchâtelet, Belgisch ondernemer en politicus
- 1946 - Sacheen Littlefeather, Amerikaans actrice, model en burgerrechtenactiviste (overleden 2022)
- 1946 - Carlos Maciel, Paraguayaans voetbalscheidsrechter
- 1947 - P.J. O'Rourke, Amerikaans journalist en schrijver (overleden 2022)
- 1948 - Ino van den Besselaar, Nederlands politicus
- 1948 - Charles III van het Verenigd Koninkrijk
- 1950 - Franky Boy, Nederlands zanger
- 1950 - Leo van de Ketterij, Nederlands gitarist en songschrijver (overleden 2021)
- 1951 - Stephen Bishop, Amerikaans zanger, songwriter, gitarist en acteur
- 1951 - Alec John Such, Amerikaans bassist (overleden 2022)
- 1952 - Bill Farmer, Amerikaans stemacteur en komiek
- 1953 - Herbert Neumann, Duits voetballer en voetbaltrainer
- 1953 - Dominique de Villepin, Frans premier
- 1954 - Robert Alberts, Nederlands voetballer en voetbalcoach
- 1954 - Bernard Hinault, Frans wielrenner
- 1954 - Condoleezza Rice, Amerikaans minister
- 1954 - Eliseo Salazar, Chileens autocoureur
- 1955 - Matthias Herget, Duits voetballer
- 1955 - Koichi Nakano, Japans baanwielrenner
- 1956 - Keith Alexander, Engels voetballer en voetbalcoach (overleden 2010)
- 1956 - Bruno Carlier, Nederlands schaker
- 1956 - Avi Cohen, Israëlisch voetballer (overleden 2010)
- 1956 - Peter R. de Vries, Nederlands misdaadverslaggever (overleden 2021)
- 1957 - Frank Affolter, Nederlands pianist, componist en theaterproducent
- 1958 - Ole Kirketerp Madsen, Deens voetballer
- 1959 - Deta Hedman, Jamaicaans-Engels dartspeelster
- 1959 - Paul McGann, Brits acteur
- 1959 - Chris Woods, Engels voetballer
- 1960 - Ola By Rise, Noors voetballer en voetbalcoach
- 1960 - Piet Swerts, Belgisch componist
- 1961 - Laura San Giacomo, Amerikaans actrice
- 1961 - Jurga Ivanauskaitė, Litouws schrijver (overleden 2007)
- 1962 - Stefano Gabbana, Italiaans modeontwerper (Dolce & Gabbana)
- 1963 - Paul Blokhuis, Nederlands politicus
- 1963 - Peter Fröjdfeldt, Zweeds voetbalscheidsrechter
- 1963 - Michał Krasenkow, Pools schaker
- 1964 - Carlos Chandía, Chileens voetbalscheidsrechter
- 1964 - Joseph Simmons, Amerikaans rapper
- 1966 - Laurence Haïm, Frans Israëlisch journaliste en politica
- 1966 - Roly Paniagua, Boliviaans voetballer
- 1966 - Kees Pieters, Nederlands korfbalscheidsrechter
- 1966 - Petra Rossner, Duits wielrenster
- 1967 - Cezary Zamana, Pools wielrenner
- 1969 - Luc Wouters, Belgisch politicus en voetbalscheidsrechter
- 1970 - Erik Bo Andersen, Deens voetballer
- 1971 - Alex Comas, Colombiaans voetballer
- 1972 - Malik B. (M-illitant), rapper (The Roots) (overleden 2020)
- 1972 - Josh Duhamel, Amerikaans acteur
- 1973 - Mark Barilli, Schots darter
- 1974 - Arno Havenga, Nederlands waterpoloër en waterpolocoach
- 1974 - Jenita Hulzebosch-Smit, Nederlands schaatsster
- 1975 - Travis Barker, Amerikaans drummer
- 1975 - Gerritjan Eggenkamp, Nederlands roeier
- 1975 - Luizão, Braziliaans voetballer
- 1975 - Gabriela Szabó, Roemeens atlete
- 1975 - Faye Tozer, Brits theateractrice en zangeres
- 1976 - František Čermák, Tsjechisch tennisser
- 1977 - Niels Oude Kamphuis, Nederlands voetballer
- 1978 - Elvis Sina, Albanees voetballer
- 1979 - Cédric Hervé, Frans wielrenner
- 1979 - Osleidys Menéndez, Cubaans atlete
- 1980 - Randall Bal, Amerikaans zwemmer
- 1980 - Naoko Sakamoto, Japans atlete
- 1982 - Nicolas Colsaerts, Belgisch golfer
- 1982 - Ilona Voesovitsj, Wit-Russisch atlete
- 1982 - Moreno Suprapto, Indonesisch autocoureur
- 1983 - Miriam Barnes, Amerikaans atlete
- 1983 - Jonathan van het Reve, Nederlands schrijver
- 1983 - Dorien Rose, Nederlands model en actrice
- 1984 - Vincenzo Nibali, Italiaans wielrenner
- 1984 - Marija Šerifović, Servisch zangeres
- 1985 - Mara Abbott, Amerikaans wielrenster
- 1985 - Ronny Hafsås, Noors langlaufer
- 1985 - Thomas Vermaelen, Belgisch voetballer
- 1987 - Sofia Assefa, Ethiopisch atlete
- 1987 - Ondřej Berka, Tsjechisch voetbalscheidsrechter
- 1987 - Thijs Boontjes, Nederlands muzikant
- 1987 - Daan Brandenburg, Nederlands schaker
- 1988 - Jeremy Bokila, Congolees-Nederlands voetballer
- 1988 - Simon Schempp, Duits biatleet
- 1988 - Kenny Steppe, Belgisch voetballer
- 1989 - Rikke Granlund, Noors handbalster
- 1989 - Andrea Jirků, Tsjechisch schaatsster
- 1989 - Guus Joppen, Nederlands voetballer
- 1990 - Mathis Bolly, Noors/Ivoriaans voetballer
- 1990 - Tom Hofland, Nederlands schrijver en programmamaker
- 1990 - David Howell, Brits schaker
- 1993 - Samuel Umtiti, Frans voetballer
- 1995 - Ghirmay Ghebreslassie, Eritrees atleet
- 1995 - Luka Janežič, Sloveens atleet
- 1995 - Tristan Takats, Oostenrijks freestyleskiër
- 1996 - Mason Gooding, Amerikaans acteur
- 1997 - Noussair Mazraoui, Nederlands-Marokkaans voetballer
- 1997 - Ivanna Sakhno, Oekraïens actrice
- 1998 - Sofia Kenin, Amerikaans tennisspeelster
- 1997 - Christopher Nkunku, Frans voetballer
- 2000 - Jacob Kiplimo, Oegandees atleet
- 2000 - Ahmed Naser, Bahreins wielrenner
- 2000 - Lena Charlotte Reißner, Duits baanwielrenster
- 2001 - Maité Beernaert, Belgisch atlete
- 2001 - Quilindschy Hartman, Nederlands voetballer
- 2002 - Gianluca Petecof, Braziliaans autocoureur
- 2004 - Shi-Jona Martina, Nederlands voetbalster
- 2004 - Alberte Vingum, Deens voetbalster
- 2005 - Tasanapol Inthraphuvasak, Thais autocoureur
- 2006 - Antonio Cordero, Spaans voetballer
- 2006 - Yan Diomande, Ivoriaans voetballer

## Overleden

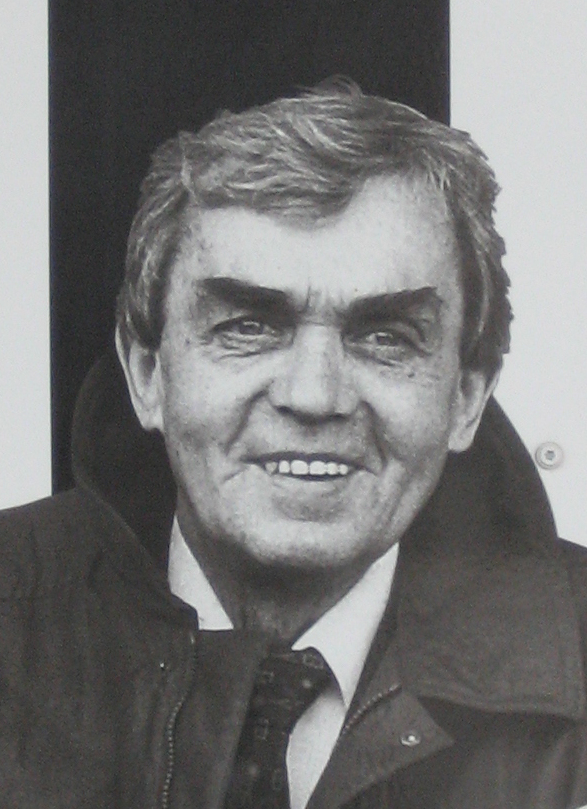
Ernst Happel,
overleden in 1992

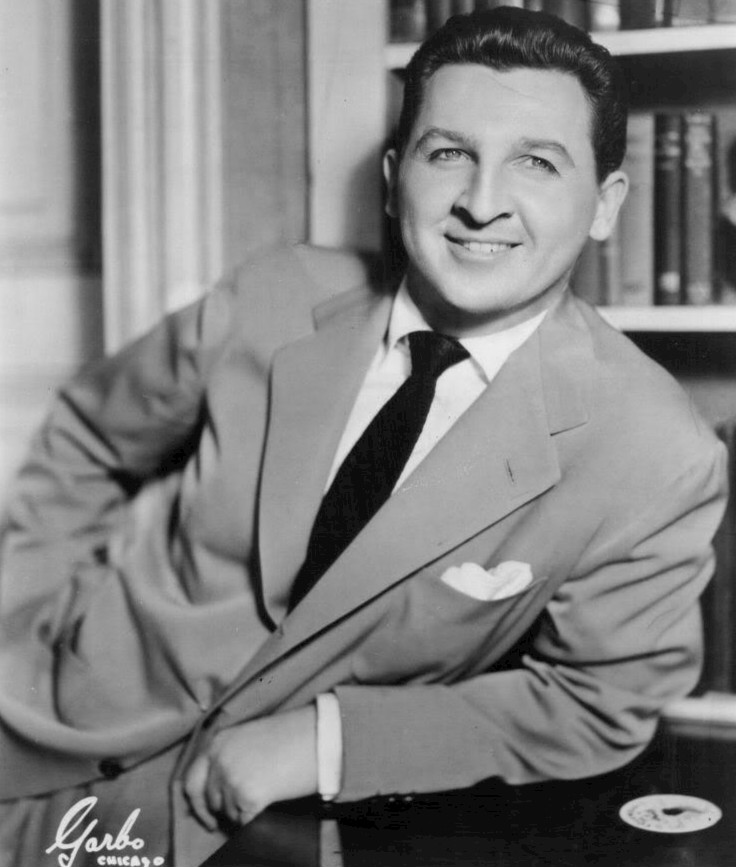
Eddie Bracken,
overleden in 2002

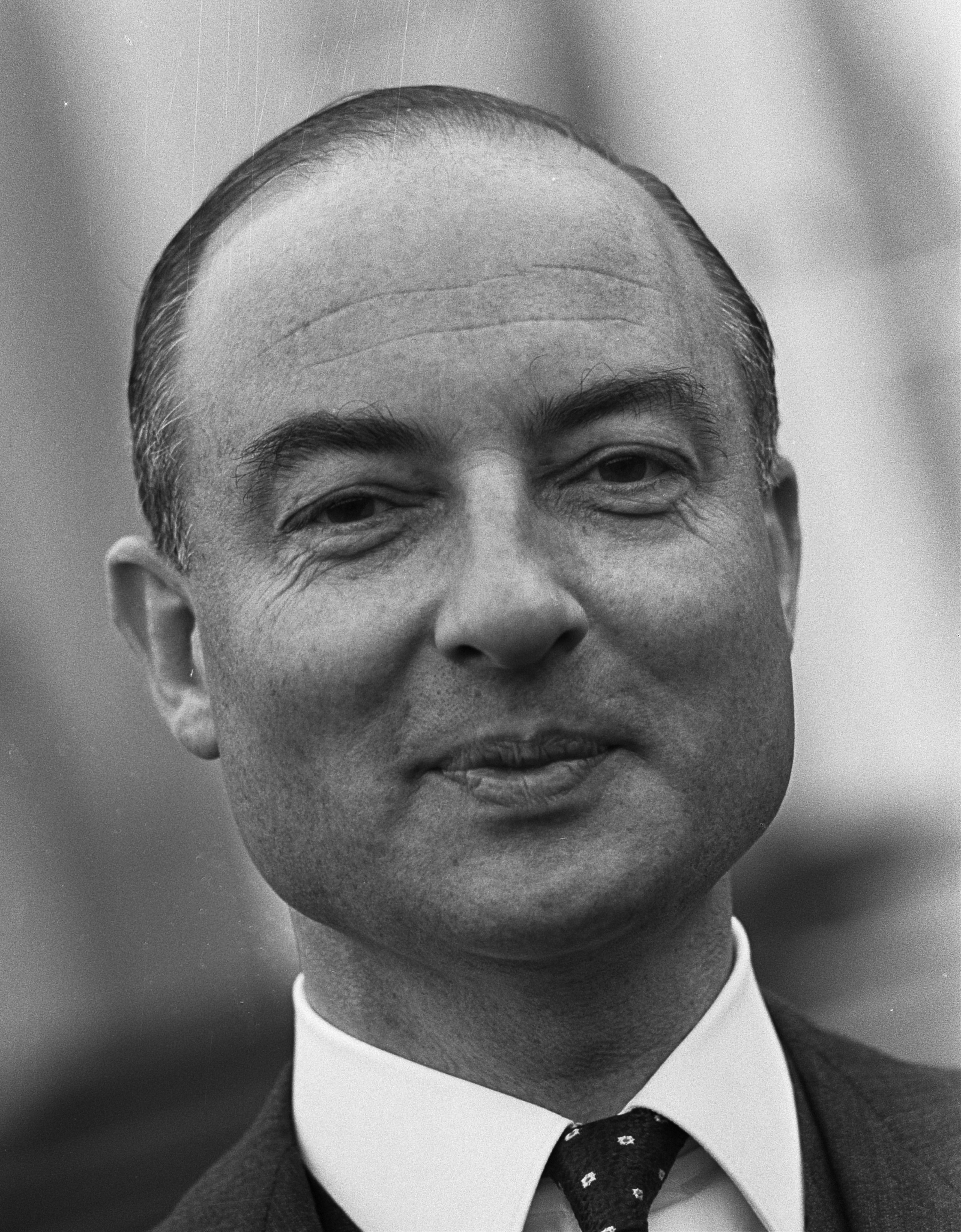
Norbert Schmelzer,
overleden in 2008

- 565 - Justinianus I (82), Byzantijns keizer
- 1263 - Alexander Nevski (43), grootvorst van Novgorod en Vladimir
- 1454 - Gerrit Potter van der Loo, Nederlands vertaler
- 1716 - Gottfried Wilhelm Leibniz (70), Duits diplomaat, historicus, rechtsgeleerde, filosoof, wis- en natuurkundige
- 1734 - Louise de Kérouaille (85), Frans minnares van koning Karel II van Engeland
- 1804 - Aagje Deken (63), Nederlands schrijfster
- 1825 - Jean Paul (62), Duits schrijver
- 1829 - Nicolas-Louis Vauquelin (66), Frans chemicus
- 1831 - Georg Hegel (61), Duits filosoof
- 1831 - Ignaz Pleyel (74), Oostenrijks componist
- 1832 - Rasmus Rask (44), Deens filoloog
- 1842 - Hendrik de Cock (41), Nederlands dominee
- 1861 - Antun Mihanović (65), Kroatisch dichter en diplomaat
- 1913 - Hendrik Jan Nederhorst (66), Nederlands architect en wethouder
- 1914 - André Devaere (24), Belgisch pianist en componist
- 1918 - Arie Vosbergen (36), Nederlands marathonloper
- 1922 - Carl Michael Ziehrer (79), Oostenrijks componist en dirigent
- 1938 - Hans Christian Gram (85), Deens histoloog
- 1942 - Sidney Fox (31), Amerikaans actrice
- 1946 - Manuel de Falla (69), Spaans componist
- 1946 - Herman de Man (48), Nederlands schrijver
- 1958 - François Delloye (70), Belgisch atleet
- 1960 - Karl Wegele (73), Duits voetballer
- 1964 - Herman Arnold Zwijnenberg (74), Nederlands veearts en politicus
- 1966 - Steingrímur Steinþórsson (73), IJslands politicus
- 1977 - Kick Geudeker (76), Nederlands sportjournalist
- 1977 - A.C. Bhaktivedanta Swami Praphupada (81), stichter van de Hare Krishna-beweging
- 1982 - Martin Friedrich Jehle (68), Duits pianobouwer
- 1983 - Rodolphe Hénault (84), Belgisch atleet
- 1984 - Cesar Climaco (68), Filipijns politicus
- 1985 - Ab Hofstee (66), Nederlands acteur en zanger
- 1986 - Ferdinand Daučík (76), Slowaaks voetballer en voetbalcoach
- 1987 - Pieter Menten (88), Nederlands oorlogsmisdadiger
- 1991 - Tony Richardson (63), Brits filmregisseur
- 1992 - Ernst Happel (66), Oostenrijks voetbaltrainer
- 1995 - Mien van den Berg (85), Nederlands gymnaste
- 1996 - Virginia Cherrill (88), Amerikaans actrice
- 1999 - Bert Jacobs (58), Nederlands voetballer en voetbalcoach
- 2001 - Juan Carlos Lorenzo (79), Argentijns voetballer
- 2001 - Arno Nicolaï (86), Nederlands architect en stedenbouwkundige
- 2002 - Eddie Bracken (87), Amerikaans acteur
- 2002 - Leopold Schaeken (76), Belgisch wielrenner
- 2005 - Jan Beelaerts van Blokland (95), Nederlands militair
- 2007 - Jean Jadot (79), Belgisch voetballer
- 2008 - Norbert Schmelzer (87), Nederlands politicus
- 2008 - Sjaak Wolfs (76), Nederlands clubicoon van Ajax
- 2011 - Alf Fields (92), Engels voetballer
- 2012 - Alex Alves (37), Braziliaans voetballer
- 2012 - Enrique Beech (92), Filipijns voetballer en schietsporter
- 2012 - Martin Fay (76), Iers violist
- 2012 - Ab van der Steur (74), Nederlands kleermaker, historicus, publicist en antiquaar
- 2013 - Jim McCluskey (63), Schots voetbalscheidsrechter
- 2014 - Eugene Dynkin (90), Russisch wiskundige
- 2014 - Glen A. Larson (77), Amerikaans televisieproducent en scenarioschrijver
- 2014 - Serop Mirzoyan (108), tot moment van overlijden oudste man van Nederland
- 2015 - Joost Barbiers (66), Nederlands beeldhouwer
- 2015 - Nick Bockwinkel (80), Amerikaans professioneel worstelaar
- 2016 - Gardnar Mulloy (102), Amerikaans tennisser
- 2016 - Janet Wright (71), Canadees actrice en toneelregisseur
- 2017 - Oscar Kardolus (60), Nederlands schermer
- 2017 - Jean-Pierre Schmitz (85), Luxemburgs wielrenner
- 2018 - Fernando del Paso (83), Mexicaans schrijver
- 2019 - Wim Zwiers (97), Nederlands kunstenaar
- 2020 - Des O'Connor (88), Brits zanger en entertainer
- 2020 - Bob Van Staeyen (84), Belgisch zanger en acteur
- 2020 - Mary Wever-Laclé (73), Arubaans minister
- 2021 - Etel Adnan (96), Libanees-Amerikaans dichteres, romanschrijfster en beeldend kunstenares
- 2021 - László Bitó (87), Hongaars fysioloog en schrijver
- 2021 - Virginio Pizzali (86), Italiaans wielrenner
- 2022 - Werner Franke (82), Duits bioloog
- 2022 - Adam Zieliński (91), Pools advocaat, ombudsman en politicus
- 2022 - Karel Hille (77), Nederlands journalist, schrijver en producent
- 2023 - Karel van de Graaf (72), Nederlands journalist en presentator
- 2023 - Arthur Parkin (71), Nieuw-Zeelands hockeyer
- 2024 - Dennis Bryon (75), Brits drummer
- 2024 - Vic Flick (87), Brits gitarist
- 2024 - Peter Sinfield (80), Brits tekstschrijver, muzikant en muziekproducent

## Viering/herdenking
- Internationale dag van de gebruiksvriendelijkheid
- Wereld Diabetesdag
- Rooms-katholieke kalender:
  - Heilige Alberik van Utrecht († 784)
  - Heilige Sidonius van Saint-Saëns († c. 689)
  - Heilige Jocondus (van Bologna) († 485)
  - Heilige Venaranda van Rome († 2e eeuw)
  - Heiligen Martelaren van Heraclea: o.a. Klementien († c. 251)
  - Heilige Siard(us) (van Mariëngaard) († 1230)
  - Heilige Serapion (van Algiers) († 1240)
  - Heilige Dubricius van Wales († 545)
  - Heilige Rufus van Avignon († c. 200)
  - Heilige Lawrence O'Toole († 1180)

## Weerextremen

### Nederland
| | Officiële records | Officiële records | Officiële records |      | Landelijke records | Landelijke records | Landelijke records  |
| Gebeurtenis | Jaar              | Extreem           | Locatie           | Jaar | Extreem            | Locatie            |                     |
| --- | ----------------- | ----------------- | ----------------- | ---- | ------------------ | ------------------ | ------------------- |
| Laagste etmaalgemiddelde temperatuur (°C) | 1965              | −3,8              | De Bilt           |      | 1919               | −4,9               | Eelde               |
| Hoogste etmaalgemiddelde temperatuur (°C) | 1994              | 14,0              | De Bilt           |      | 1938               | 14,3               | Maastricht          |
| Laagste minimumtemperatuur (°C) | 1983              | −7,6              | De Bilt           |      | 1983               | −8,8               | Deelen              |
| Hoogste minimumtemperatuur (°C) | 1994              | 12,8              | De Bilt           |      | 1994               | 13,4               | Rotterdam Geulhaven |
| Laagste maximumtemperatuur (°C) | 1965              | −0,3              | De Bilt           |      | 1919               | −2,8               | Eelde               |
| Hoogste maximumtemperatuur (°C) | 1994              | 14,8              | De Bilt           |      | 2020               | 16,2               | Ell                 |
| Hoogste uurgemiddelde windsnelheid (m/s) | 1940              | 22,6              | De Bilt           |      | 1940               | 26,2               | Vlissingen          |
| Hoogste windstoot (m/s) | 1993              | 22,1              | De Bilt           |      | 2015               | 31,0               | Huibertgat          |
| Langste zonneschijnduur (uur) | 1983              | 8,2               | De Bilt           |      | 1983               | 8,2                | De Bilt, Twenthe    |
| Langste neerslagduur (uur) | 1993              | 19,7              | De Bilt           |      | 1993               | 21,0               | Gilze-Rijen         |
| Hoogste etmaalsom van de neerslag (mm) | 1993              | 24,5              | De Bilt           |      | 1993               | 33,6               | Volkel              |
| Laagste etmaalgemiddelde relatieve vochtigheid (%) | 1941              | 61                | De Bilt           |      | 1948               | 50                 | Maastricht          |
| Laagste uurwaarde luchtdruk op zeeniveau (hPa) | 1940              | 971,5             | De Bilt           |      | 1940               | 967,1              | Vlissingen          |
| Hoogste uurwaarde luchtdruk op zeeniveau (hPa) | 1904              | 1039,9            | De Bilt           |      | 1904               | 1039,9             | De Bilt             |
| Officiële records worden altijd gemeten op het KNMI-weerstation in De Bilt. Landelijke records kunnen worden gemeten op elk officieel KNMI-weerstation in Nederland. |                   |                   |                   |      |                    |                    |                     |

Uitzonderlijke gebeurtenissen
- 1964 - Laatste landelijke zachte dag van het jaar gemeten in Maastricht (maximumtemperatuur ≥ 15 °C op een officieel weerstation)

### België
Dagrecords
- 1922 - Laagste etmaalgemiddelde temperatuur −1,2 °C
- 1938 - Hoogste etmaalgemiddelde temperatuur 13,8 °C
- 1835 - Laagste minimumtemperatuur −4,4 °C
- 1897 - Hoogste maximumtemperatuur 18 °C
- 1993 - Hoogste etmaalsom van de neerslag 18,7 mm

Uitzonderlijke gebeurtenissen
- 1940 - Totale neerslaghoeveelheid tussen 30 oktober en 14 november in Brugge: 175,6 mm.

<< · 1 · 2 · 3 · 4 · 5 · 6 · 7 · 8 · 9 · 10 · 11 · 12 · 13 · 14 · 15 · 16 · 17 · 18 · 19 · 20 · 21 · 22 · 23 · 24 · 25 · 26 · 27 · 28 · 29 · 30 · >>